# フォート・マッコイ

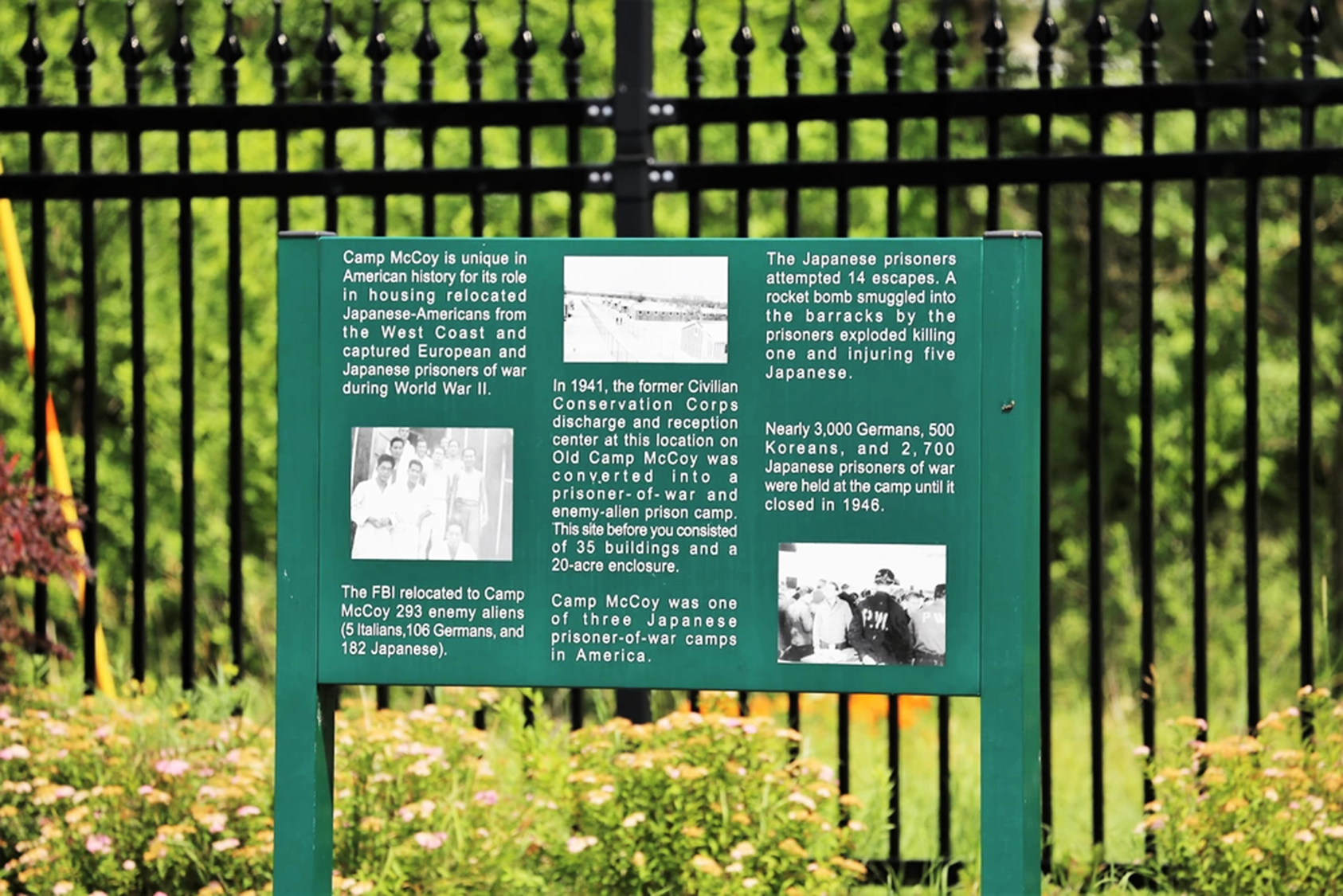
かつて収容施設があった区域を示すプレート

フォート・マッコイ (Fort McCoy)、 旧名キャンプ・マッコイ (Camp McCoy) は、アメリカ合衆国ウィスコンシン州モンロー郡スパルタにある米陸軍の基地である。
1909年に創設され、第二次世界大戦中の1942年、潜在的に危険性があるとして「敵性外国人」(enemy alien) とみなされ拘束された日系とドイツ系・イタリア系アメリカ人と移民の強制収容所としても使用され、その後、人種隔離部隊の一つである日系二世で構成された第100歩兵大隊を含む部隊の訓練施設として使用された。またこの期間に捕虜収容所としても使用され、約4,000人の日本軍とドイツ軍の捕虜を収容した。フォート・マッコイは第二次世界大戦中、最も多くの日本人捕虜を収容した捕虜収容所となった。
このページでは、とくに収容施設としてのフォート・マッコイの歴史を扱う。

## 歴史
1909年、地元の退役軍人ロバート・ブルース・マッコイが訓練場 (Sparta Maneuver Tract) を創設する。陸軍省がその地所とあわせ57km2の土地を購入し、1926年、正式に「キャンプ・マッコイ」に改名される。
1938年、180km2 を超える大規模な拡張計画が進められる。この拡張計画が1942年8月30日に正式に完了する頃、第二次世界大戦部隊の訓練施設としてだけではなく、「敵性外国人」抑留された強制収容所や捕虜収容所としての機能も果たした。
1973年、「キャンプ・マッコイ」から「フォート・マッコイ」となる。広大な兵営を有し1984年以来、毎年10万人以上の兵士がここで訓練し、また湾岸戦争や対テロ戦争など動員部隊の生成と支援において継続的な役割を果たしている。
2014年には、1944年夏の米軍とドイツ人捕虜の実話に基づいた映画『フォート・マッコイ』が公開された。
2021年8月、バイデン政権は米軍のアフガニスタン撤退に伴う難民の受け入れを開始し、フォート・マッコイは第三国定住がきまるまでのアフガン難民12,600人の一時収容先となった。これは1980年に14,000人以上のキューバ難民の一時受け入れ先となって以来の大量収容であった。

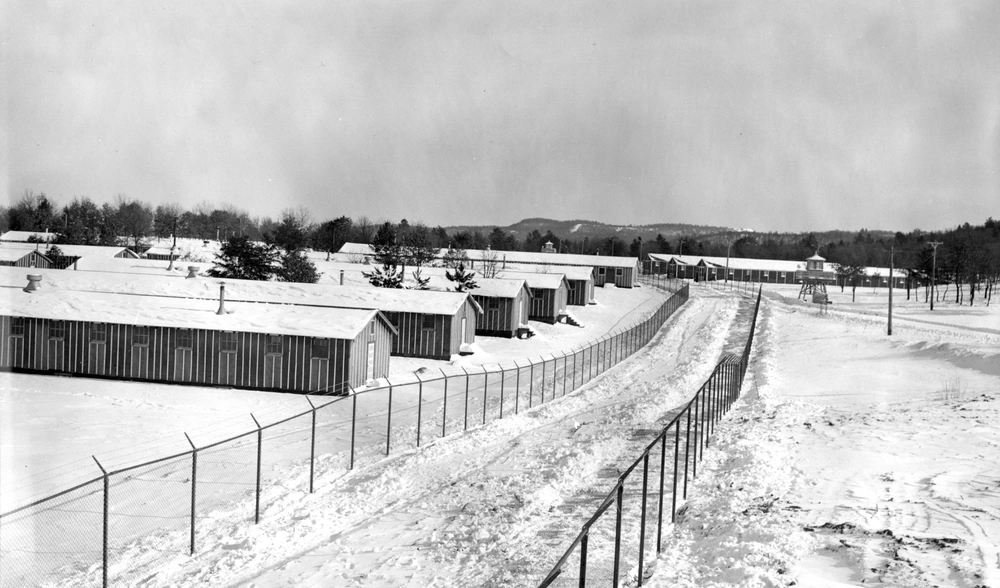
捕虜エリア「A」の兵舎 (#7613 #7614 #7615 #7616 #7617) 食堂 (#7619)。背景に監視塔 (#7608) と兵舎 (#7502 #7503 #7504) が確認できる。

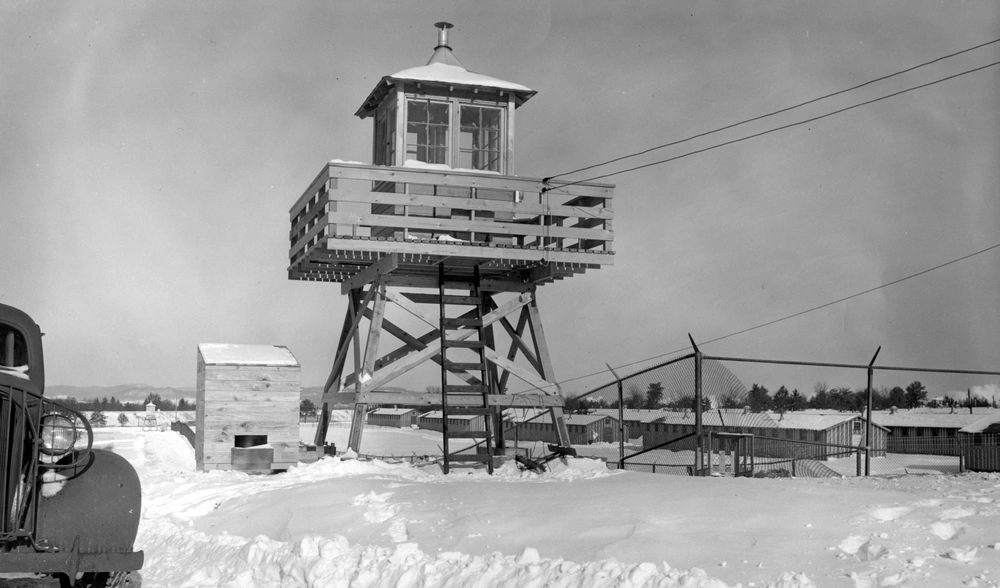
捕虜エリア「A」監視塔5 (#7601)（兵舎 #7653 #7654 #7655 #7656 #7657 食堂#7659、監視塔6号 (#7651) が背景に確認できる。）

## 史的調査
強制収容所・捕虜収容所施設は第二次世界大戦の終結とともに解体されたため、1994年に実施された調査では、歴史的遺物の喪失でアメリカ合衆国国家歴史登録財 (NRHP）に推薦することができないということが明らかになった。現在、コロラド州立大学の軍事用地環境管理センターの研究者は、地方や国のアーカイブに保管されている文書などを掘りだしながら検証し、特に収容所の特に施設の種類と場所と番号などが記された1942年の「抑留キャンプの平面図」の存在に注目している。1939年に連邦資金で建設された市民保全部隊 (CCC) の職業訓練施設が、この設計図に基づいて収容所に改築されたと考えられている。それによると、施設は約8ヘクタールの囲いの中に7つの監視塔、4つのキッチンと食堂、2つの浴場、20の兵舎で構成された大規模なものだった。施設があったサウスポストの場所にパネルが設置されている。

## 強制収容所
1942年1月14日付の地元紙キャピタル・タイムスは、急ピッチで完成を急ぐキャンプ・マッコイの収容施設の記事を伝えている。
真珠攻撃から１か月ほどですでに「敵性外国人」強制収容所だけではなく、戦争捕虜の収用を念頭に急ピッチで工事が進められたことがわかる。
1942年3月、市民権を持つ市民と移民の両方からなるドイツ系と日系の住民で「敵性外国人」として拘束された人々がキャンプマッコイに到着した。地元紙のラクロス・トリビューンによると、この写真はその最初の収容者の到着の直前、まだ右側のフェンスが建築中の頃に撮影されたものだという。3月に連行された最初の被拘禁者は、2月20日にハワイのサンド・アイランド収容所などから移送され3月1日にエンジェル島へ、そこから列車でマッコイに移送されたもので、「敵性外国人」のレッテルを貼られた約170人の日系人と120人のドイツ人とイタリア系住民と移民であった。
3月9日、彼らと共に輸送されてきた中には、真珠湾攻撃において特殊潜航艇「甲標的」の搭乗員10人のなかで唯一生き残った海軍少尉酒巻和男がいた。日本人捕虜第一号としてハワイのサンド・アイランド収容所からエンジェル島を経由しフォート・マッコイに到着した。5月に他の捕虜が移送されるまで、酒巻は狭い独房で孤独な2ヶ月半を過ごした。
1942年3月17日の報告書では、「敵性外国人」としての106人のドイツ人男性、5人のイタリア人男性、181人の日本人男性、そして1人の日本人捕虜 (酒巻) の記録がある。その後、他の収容所に移送され、1943年4月の段階では、「敵性外国人」の抑留は44人のみとなり、やがて捕虜収容所へと完全に切り替わる。

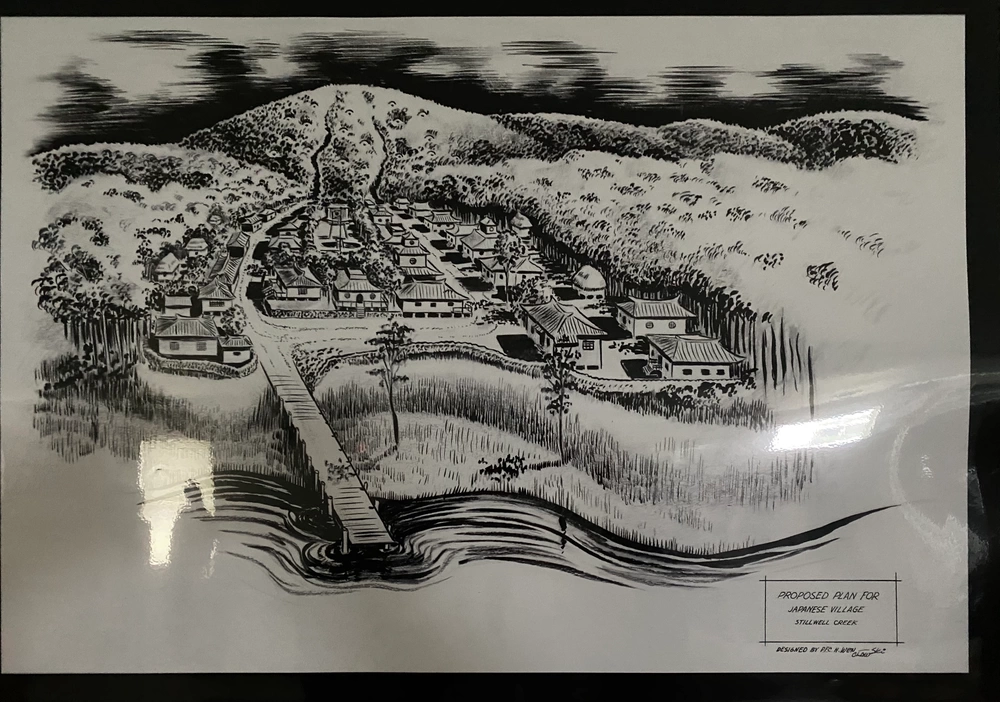
1940年代に戦闘訓練のために作られた「日本村」のスケッチ。（フォート・マッコイ歴史センター）

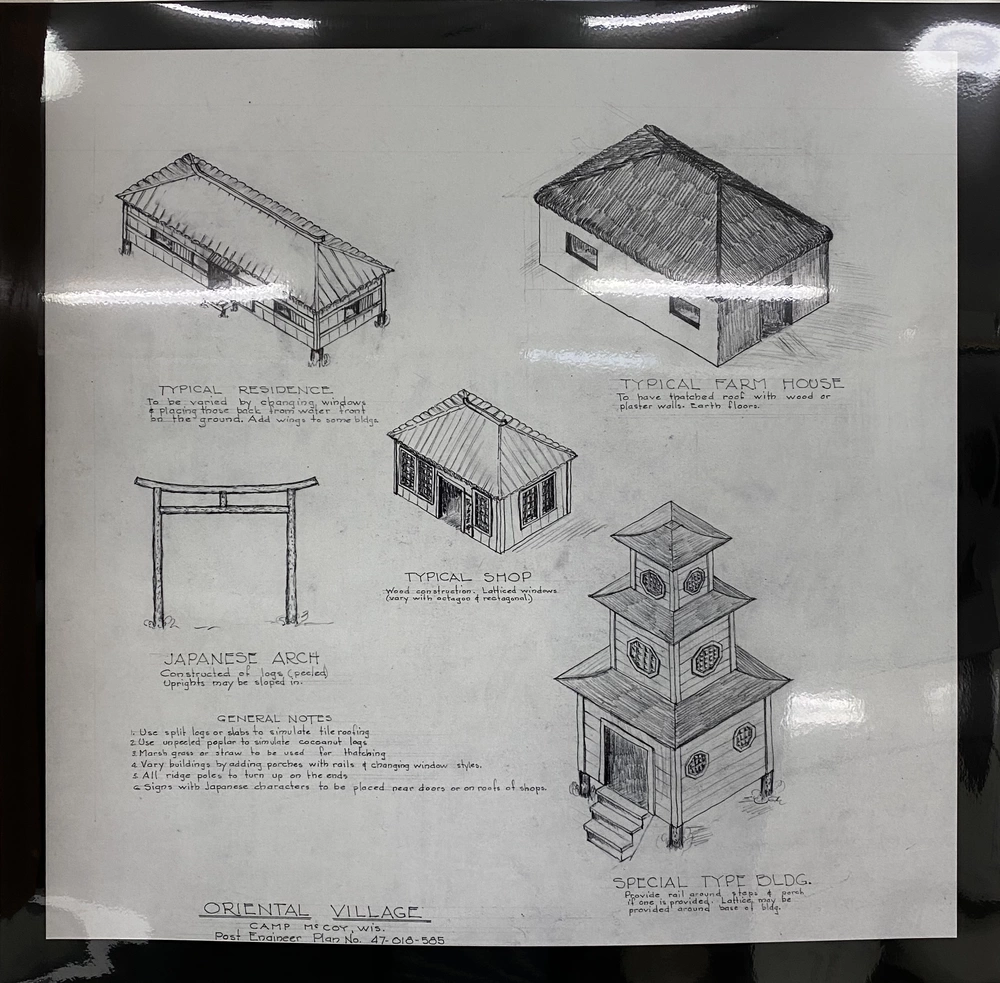
1940年代に戦闘訓練のために作られた「日本村」のスケッチ。（フォート・マッコイ歴史センター）

## 第100歩兵大隊
この時期、ハワイからキャンプ・マッコイに到着したのは「敵性外国人」と日本人捕虜第一号だけではなかった。1941年12月7日の真珠湾攻撃後、軍の命令でハワイ準州州軍298連隊と299連隊の日系州兵は軍役から排除される。翌年1942年5月、米軍情報部は、日本海軍艦隊がミッドウェーに接近していると判断し、ジョージ・マーシャル将軍は、安全上の問題を誘発する可能性を懸念し、不安要因となるハワイの日系兵士を本土に移転させる準備に入った。6月5日、1,432名の日系兵士はマウイ号で本土に送られ、6月12日、オークランドに到着する。そこで暫定歩兵大隊は「第100歩兵大隊（独立）」と命名され、6月16日、列車でキャンプ・マッコイに到着する。
通常「大隊」は第1からカウントされ、複数で連隊を形成する部隊であるが、第100歩兵大隊は、単独の人種隔離部隊 (segregated unit) であった。その意味ではペギー・チョイが指摘するように、第100歩兵大隊もまた司法省管轄の強制収容所における被収容者だったといえる。また一部の将校は「ジャップ」の兵士の匂いは自分たちのそれとは異なり、二世兵士も同様と考えたため、キャンプ・マッコイから兵士26人が選ばれてミシシッピで３か月間「ジャップの匂いを嗅ぐ」軍用犬の訓練に送りこまれることまであった。幸いだったことには、日系に理解のあるハオレ（白人系ハワイ人）の将校が彼らについていたことである。第一次世界大戦のベテランでもあるファラント・ターナー (Farrant Turner) 中佐は、差別的待遇を受け続ける部隊のために一貫して抗議とロビー活動をかかさなかった。
1942年11月頃、日本語を流ちょうに話すMIS 陸軍語学学校のジョセフ・ディッキー (Joseph K. Dickey) 中佐が二世語学兵を選抜するためにキャンプ・マッコイにやってきた。早稲田大学に留学経験のあるカズオ・ヤマネら58名が選ばれ、12月にミネソタ州キャンプ・サベージに新設された陸軍情報部語学学校 MISLS (Military Intelligence Service Language School) に送られた。彼らは二世語学兵 (Nisei linguist) に選ばれた最初のハワイ二世で、「センパイ組」とよばれた。ヤマネら一部の語学兵は国防総省に配属される。
その後、部隊は約半年間の訓練を経た後、翌年1943年1月にはミシシッピ州キャンプ・シェルビーに移る。後に第442連隊に編入され、日系二世部隊として歴史にその名を残すことになる。

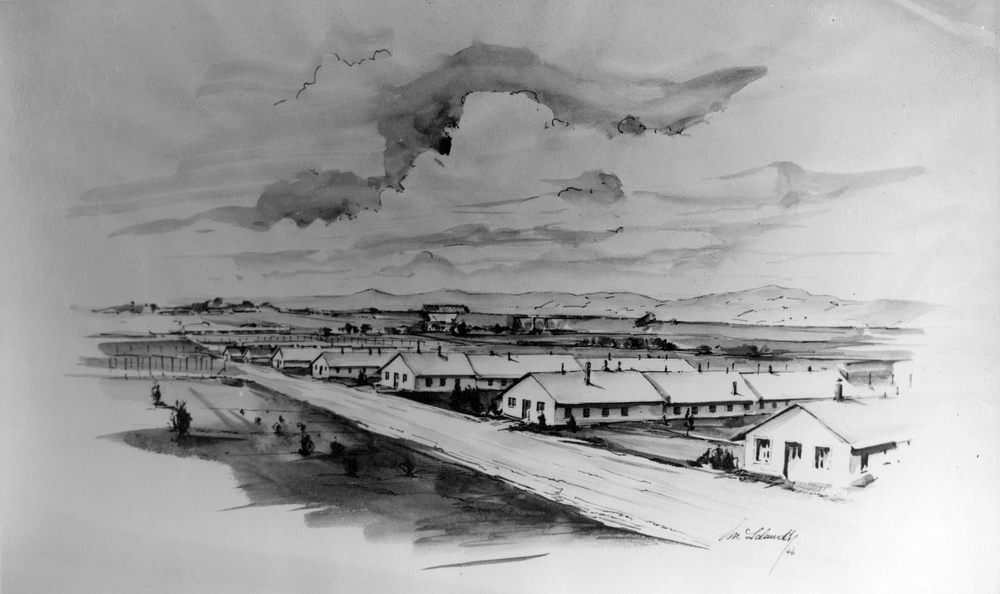
ドイツ人捕虜によってスケッチされた1934年のキャンプ・マッコイ捕虜収容所の様子

## 捕虜収容所
フォート・マッコイは、第二次世界大戦中アメリカ本土で最も多くの日本人捕虜を収容していたことで知られている。太平洋戦線で捕らえられ本土へ移送された日本人捕虜は、多くはハワイのホノウリウリ収容所などからサンフランシスコのエンジェル島収容所にいったん集められ、そして窓のない列車で冬は零下20度にもなるウイスコンシンまで移送された。
5カ所の捕虜収容区域があり、そのうち、区域1と2は日本人捕虜用、3と4がドイツ人捕虜用、また5つが朝鮮人捕虜に当てられ、各区域に50の二段ベッドが並べられた2つの兵舎があった。
1943年4月、すべての「敵国人」がキャンプマッコイから移送され、1943年12月までに、捕虜収容所施設には500人のドイツ人入隊者、88人の日本人入隊者、12人の日本人将校が収容された。第二次世界大戦の終わりに、捕虜収容所は約3,000人のドイツ人、2,700人の日本人、500人の朝鮮人捕虜を収容し、フォートマッコイは米国で最大の恒久的な日本人捕虜収容所になった。
ジュネーブ条約
1942年4月のバターン死の行進などで、連合国は日本軍に捕らえられた捕虜が過酷な状況におかれていることを当初から把握していた。連合国は、日本が捕虜をより正当に扱うように、連合国の捕虜収容所の良好な状態を日本政府に知らせるべく努めたが、日本政府は自国の捕虜の存在を徹底して不可視化させたため、戦略としては成功しなかった。それでも米国側は日本の捕虜を収容する際、できるだけジュネーブ条約に従うよう努めた。マッコイ収容所では、1942年3月28日の時点で、1929年のジュネーブ条約に従って捕虜第一号の海軍少尉酒巻に月給を支払うべきであるとする陸軍長官の通知が記録されている。
食生活
食事は日本式で、ご飯は1日1回以上提供された。またすべての食事に醤油が提供されており、国際赤十字の支援を受けて、フォークとナイフの代わりに箸が準備された。仏教行事も定期的に行われ、熱心に支援活動を続けた地元のYMCAは捕虜の求めに応じてお香も提供した。キャンプマッコイでも様々な趣味や演劇やスポーツが盛んにおこなわれた。他の収容所と同様に演劇はとくに人気で、舞台が設営され、水彩画の道具や書籍や楽器、麻雀やビリヤードや卓球、サッカーや野球のスポーツ用品も YMCA によって提供された。また将校クラスは宿営も別で、労役もなく、砂糖も贅沢に使えた。
一部の捕虜は収容所内で大学の通信教育を受け、数人のドイツ人捕虜がウィスコンシン大学マディソン校から大学の単位を取得した。日本の捕虜の4割は高校または大学の単位を取得した。
収容所のトラブル
一方で被収容者の人種・民族的な対立は深刻な問題でもあった。ドイツ人捕虜はフェンス越しに同盟国であるはずの日本人捕虜を人種差別的な言葉やジェスチャーで嘲笑し、食堂や理髪所や購買所のような共有エリアでは一発触発であった。また「より攻撃的な日本人捕虜とより協力的な朝鮮人捕虜との関係は刺々しい」ものであり、朝鮮人捕虜がキリスト教の聖書や日本からの独立のシンボルとしての朝鮮の旗を作る布を求める一方で、日本人捕虜の代表者（酒巻）の要請は「微細にわたり、かつ絶え間ない」ものであったという。それらの要請には、ストーブに材木ではなく石炭を求めるといったことから、アメリカ人女性と一緒の軍のランドリーでの労役に対してや、3人のマーシャル諸島の住民と一緒に収容されることへの憤慨などもあった。さらに日本人捕虜のあいだでも海軍兵士と陸軍兵士のあいだで常に対立が絶えず、新参者が古参を侮蔑する傾向があった。捕虜になることを許さない戦陣訓のために、多くの捕虜が自殺願望にさいなまれた。フォート・マッコイの歴史パネルには日本人捕虜がロケット弾をもちこみ爆発させ、一人が死亡し５人が負傷したと記されているが、FBI の調査報告書によると、レスリング大会（相撲?）を兵舎の仲間に知らせるため、訓練場から持ち込んだ砲弾を鉄の寝台で叩いていたところ、爆発したものだという。
軍側の当初の予測に反し、またドイツ人捕虜の脱走率に比して、日本人捕虜の大多数は脱走を試みることはなかった。アメリカ本土で日本人捕虜の脱走未遂はわずか14回であり、そのすべてはこのキャンプ・マッコイでおこったものだが、脱走に成功した者はいない。地元のバンガー・インディペンデントは、1945年5月23日の3人の日本人捕虜脱走者とその逮捕劇を実名入りで報じている。
終戦後

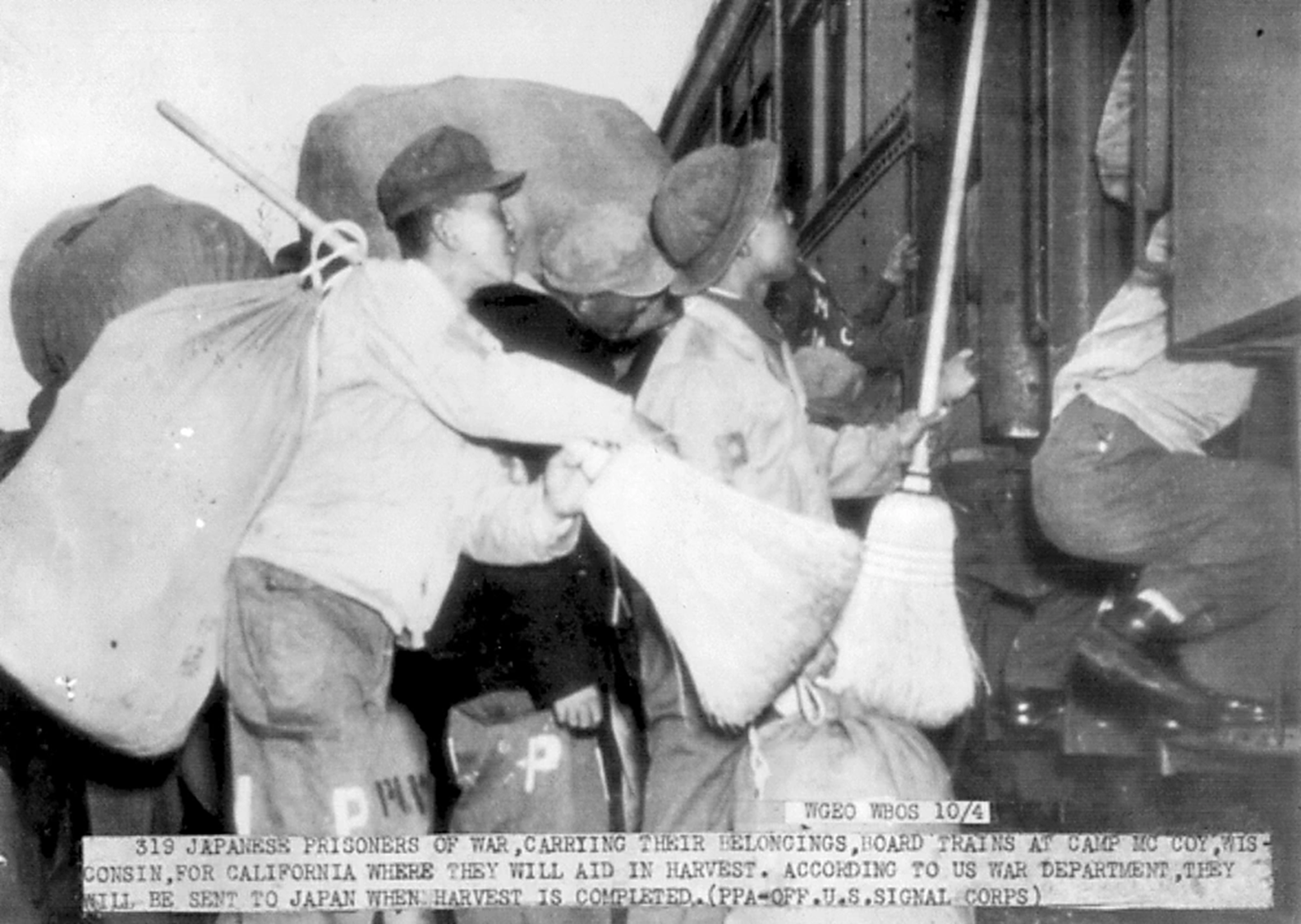
終戦後の1945年9月1日、319人の日本人捕虜が所持品を持ってキャンプ・マッコイから列車でカリフォルニアに向かう。当時の米陸軍省によると、かれらはそこで農家の収穫作業に従事した後、日本に帰還するという。

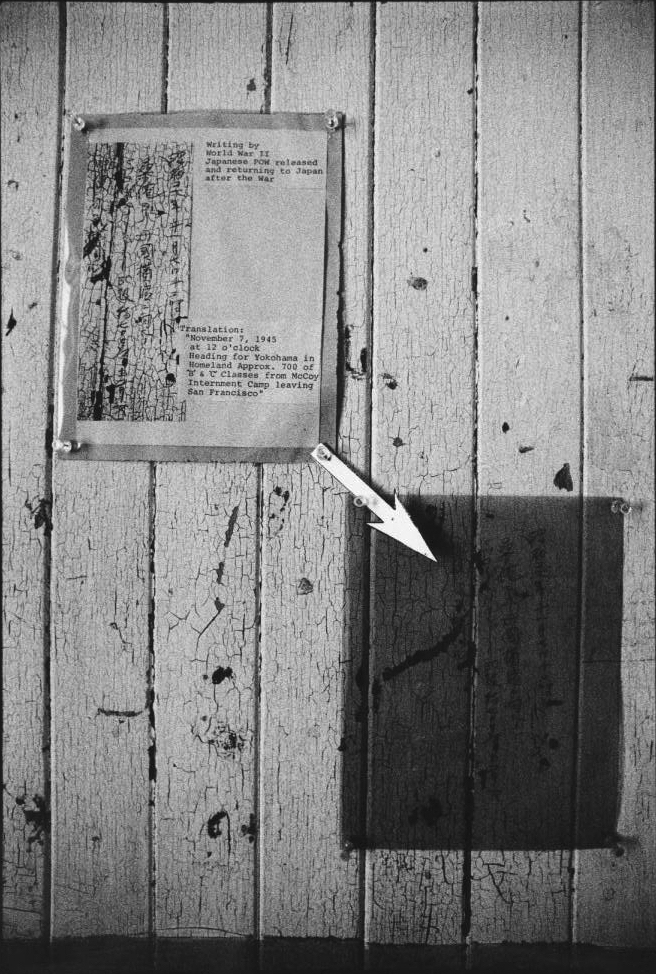
キャンプ・マッコイからエンジェル島を経由し日本に帰還する捕虜が書いたと思われるエンジェル島収容所の壁の書き込み 「昭和21年11月7日12時、母国横浜に向かう。マッコイ収容所のBとCクラスの700人がサンフランシスコを出発。」

終戦後、最後の捕虜が1946年6月に収容所を去り、キャンプ・マッコイの収容所は閉鎖された。共に収容所で暮らした元兵士たちの結束は固く、待来会（まっこいかい）という同窓会が作られた。

## アメリカ本土での日本人捕虜収容所
1945年8月1日時点でのアメリカ本土での日本人捕虜収容所の収容人数。
| 収容所                                   | 軍務管轄区域 | 将校 | 下士官 | 兵士  | 合計  |
| ---------------------------------------- | ------------ | ---- | ------ | ----- | ----- |
| エンジェル島                             | 9            | 24   | 71     | 312   | 407   |
| アイオワ州クラリンダ                     | 7            | -    | 73     | 982   | 1,055 |
| ウィスコンシン州マッコイ                 | 6            | 3    | 10     | 2,749 | 2762  |
| メリーランド州ミード                     | 3            | 1    | -      | 1     | 2     |
| テキサス州ケネディ                       | 8            | 91   | 499    | -     | 590   |
| ワシントンD.C.マディガン・ジェネラル病院 | 9            | 3    | -      | 2     | 5     |

## 参考資料
- 酒巻和男『捕虜第一号』 (1949年)
- Krammer, Arnold. “Japanese Prisoners of War in America.” Pacific Historical Review, vol. 52, no. 1, University of California Press, 1983, pp. 67–91.